# Juan Nazario
Juan Nazario (* 27. September 1963 in Guaynabo, Puerto Rico) ist ein ehemaliger puerto-ricanischer Boxer im Leichtgewicht. Am 4. April 1994 bezwang er Edwin Rosario durch Aufgabe in der 8. Runde und sicherte sich dadurch den WBA-Weltmeistertitel. Er verlor diesen Gürtel bereits im August desselben Jahres bei der Titelvereinigung gegen den WBC- und IBF-Weltmeister Pernell Whitaker.